# Indiana Fever
Le Indiana Fever sono una delle dodici squadre di pallacanestro che militano nella WNBA (Women's National Basketball Association), il campionato professionistico femminile degli Stati Uniti d'America.

## Storia della franchigia

### La fondazione e i primi anni di vita (2000-2004)

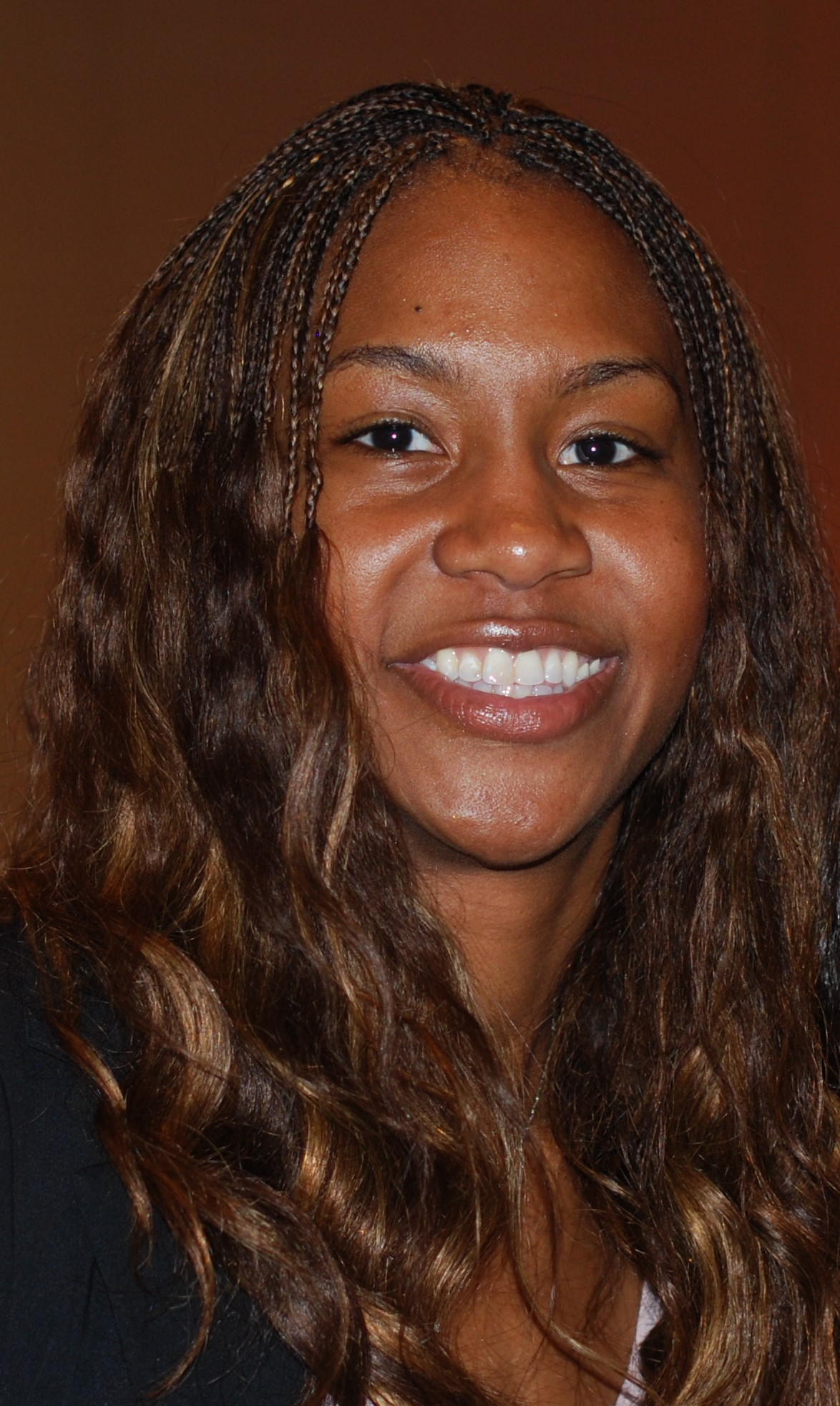
Tamika Catchings nel 2011

Le Indiana Fever nacquero nel 2000, quando lo Stato ottenne un expansion team in concomitanza con l'apertura della Gainbridge Fieldhouse (poi Conseco Fieldhouse). Nelle prime due stagioni sono state allenate dalle leggende del basket femminile Anne Donovan e Nell Fortner. Guidata dal centro Kara Wolters, la squadra ha ottenuto un record di 9-23 alla sua prima stagione.
Nel 2001, al Draft WNBA, le Fever scelsero la stella della Tennessee University, Tamika Catchings. Le Fever iniziarono l'anno con grandi aspettative di raggiungere i playoff, ma la Catchings si ruppe il legamento crociato anteriore durante una partita del college e saltò l'intera stagione WNBA. Nel 2001 le Fever registrano un record di 10-22.
Dopo aver saltato l'intera stagione 2001, il 2002 si rivelò la stagione della svolta per Tamika Catchings e le Fever. Catchings si presentò forte e diventò una delle giocatrici più versatili della WNBA, vincendo facilmente il titolo di Rookie of the Year e facendo parte della squadra WNBA All-Star. La sua squadra disputò una buona annata e ottenne un record rispettabile di 16-16, pareggiando per l'ultimo posto nei playoff con le Orlando Miracle. Indiana vinse lo spareggio e ottenne la sua prima partecipazione ai playoff nella storia della franchigia. La squadra pescò la testa di serie n. 1 dei playoff, le New York Liberty, con le Fever che persero per 2-1 la serie, venendo eliminate al primo turno.
L'offseason 2002-2003 portò molti cambiamenti per le Fever. La squadra aggiunse Natalie Williams e la stella delle Charlotte Sting, Kelly Miller prima della stagione 2003. Durante l'offseason l'allenatrice e GM Nell Fortner si dimisero dai rispettivi incarichi. Kelly Krauskopf divenne il nuovo general manager e assunse immediatamente Brian Winters come capo allenatore. 
Il 29 maggio 2003 le Fever registrano il loro primo tutto esaurito con 18.345 spettatori e sconfissero le Washington Mystics in diretta nazionale. Con il nuovo allenatore la squadra migliora, ma non riesce a raggiungere i playoff, con un record di 16-18.
La stagione 2004 fu molto simile a quella del 2003. Le Fever terminarono con un record di 15-19. Mancarono i playoff per una sola partita nella Eastern Conference.

### Il primo periodo di splendore (2005-2007)

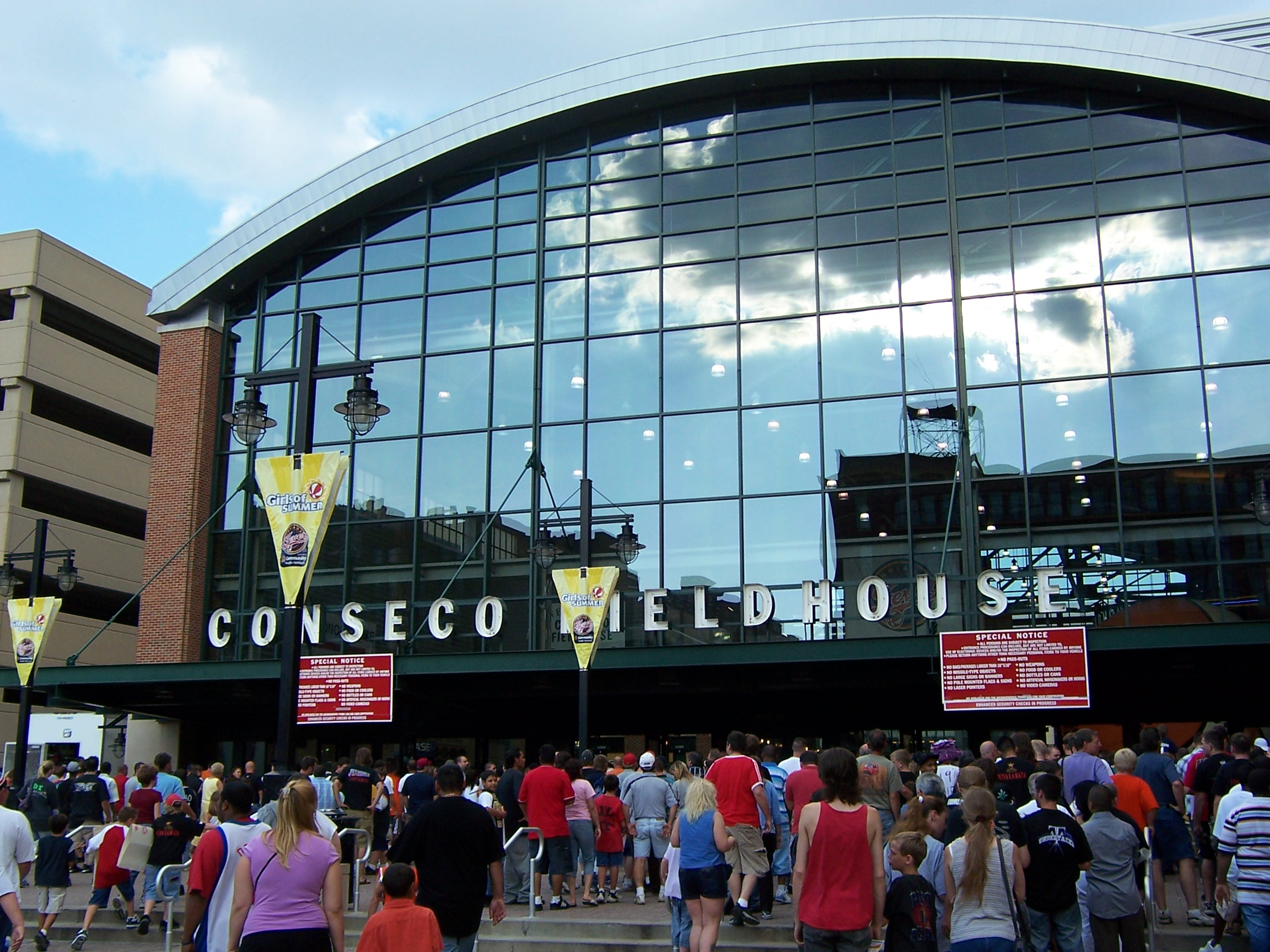
Il Conseco Fieldhouse, casa delle Indiana Fever prima di una partita

Nel 2005, le Fever disputarono la loro migliore stagione da quando sono entrate nella lega, con un record di 21-13 e raggiungendo i playoff per la seconda volta. Al primo turno, le Fever sconfissero le New York Liberty per 2-0, ottenendo la prima vittoria in una serie di playoff nella storia della franchigia. Nelle finali della Eastern Conference, le Fever affrontarono le favorite Connecticut Sun. Gara 1 venne decisa negli ultimi secondi, quando Katie Douglas realizzò una tripla cruciale per vincere la partita per le Sun. Gara 2 terminò ai supplementari, con la vittoria delle Sun, che sconfissero così le Fever per 2-0.
Nella offseason 2005-2006, le Fever acquisirono l'All-Star Anna DeForge dalle Phoenix Mercury in cambio di Kelly Miller. Più tardi, nella stessa offseason, le Fever aggiunsero un'altra All-Star ingaggiando la free agent Tamika Whitmore dalle Los Angeles Sparks. 
Nel Draft WNBA del 2006 vengono selezionate l'atletica swing-forward La'Tangela Atkinson dai North Carolina Tar Heels e Kasha Terry dai Georgia Tech Yellow Jackets.
Le Fever iniziarono la stagione 2006 con un bilancio di 4-0 e sono balzate subito in testa alla classifica della Eastern Conference. Le compagne di squadra Tamika Catchings e Tully Bevilaqua guidarono la lega in rubate, rispettivamente al primo e al secondo posto, la prima volta che delle compagne di squadra guidarono la lega in una categoria statistica. Le Fever registrarono un record di 21-13, raggiungendo i playoff per il secondo anno consecutivo. Al primo turno, le Fever affrontarono l'acerrima rivale Detroit. Detroit vinse gara 1 a Indianapolis e mantenne un vantaggio di 1-0 nella serie. La seconda partita a Detroit è stata ad alto punteggio, con Tamika Whitmore che ha segnato il record di 41 punti nei playoff WNBA. Alla fine Detroit vinse 98-83 e si aggiudicò la serie per 2-0.
Nell'off-season 2006-2007, le Fever cercano di migliorare il loro gioco in post. Nel dispersal draft, le Fever aggiunsero la veterana Sheri Sam, proveniente dalle Charlotte Sting. 
Kelly Krauskopf e il front office misero poi gli occhi sul centro free agent Tammy Sutton-Brown, che venne ingaggiata il 22 marzo 2007. Insieme a Sutton-Brown, le Fever selezionarono nel Draft WNBA 2007 anche il centro Alison Bales, proveniente dalla Duke University.
Nella stagione 2007, le Fever puntarono alle finali WNBA. La stagione cominciò alla grande, vincendo 16 delle prime 20 partite, il miglior inizio di 20 partite nella storia della Eastern Conference. Poi, il 20 luglio, Tamika Catchings si infortunò al piede e saltò il resto della stagione regolare. L'infortunio si rivelò in seguito una lacerazione parziale della fascia plantare. Le Fever terminarono 5-9 senza Catchings. 
Riuscirono a conquistare la seconda testa di serie nei playoff della Eastern Conference, battendo le Connecticut Sun al primo turno per 2-1. Nelle finali della Eastern Conference, le Fever affrontarono l'altra odiata rivale, le Detroit Shock. Le Fever si portano subito in vantaggio nella serie, vincendo gara 1 alla Conseco Fieldhouse. Con la squadra a una sola partita dalle finali WNBA, le Fever si recarono a Detroit. In gara 2, la partita è stata combattuta fino al secondo quarto, quando le Shock aprirono il terzo quarto con un parziale di 14-0 e vinsero facilmente. Con un posto in finale in palio in gara 3, le Fever iniziarono la partita con un vantaggio iniziale di 17-3. Alla fine del primo tempo Catchings si infortuna di nuovo, strappandosi completamente il tendine d'Achille. Le Shock vinsero gara 3 per 85-61.

### La ricaduta (2008)
Il 26 ottobre 2007 le Fever hanno annunciato di aver rifiutato l'opzione per l'allenatore Brian Winters, ponendo fine al suo mandato quadriennale. Ha ottenuto un record di 78-58 in stagione regolare e 5-7 nei playoff. Il 12 dicembre 2007, l'assistente Lin Dunn è stata nominata suo successore come allenatore capo.
In uno dei più grandi scambi della storia della WNBA, il 19 febbraio 2008 le Fever hanno scambiato Tamika Whitmore e la loro prima scelta al Draft WNBA 2008 con Katie Douglas, nativa di Indianapolis.
Le Fever hanno partecipato al Liberty Outdoor Classic, che è stata la prima partita di basket professionistico di stagione regolare giocata all'aperto. La partita è stata giocata tra le Fever e le New York Liberty all'Arthur Ashe Stadium di Flushing, New York, il 19 luglio 2008, con la vittoria delle Fever per 71-55.
Durante la stagione 2008, le Fever faticarono rispetto alle tre stagioni precedenti, terminando con un record di 17-17, buono per il quarto posto nei playoff. Incontrando le Detroit Shock al primo turno, le Fever persero in tre partite.

### L'ascesa ai vertici della lega (2009-2012)
Dopo la deludente stagione 2008, le Fever vollero migliorare nel 2009. La stagione 2009, terminò con un record di 22-12 per la franchigia e con la prima testa di serie. Al primo turno, le Fever estromisero le Washington Mystics con uno sweep, segnando il loro ritorno alle finali di conference. Nella finale Est, sempre affrontando le rivali Detroit Shock, raggiunsero la loro prima finale WNBA in assoluto sconfiggendo le Shock in tre partite. Le Fever persero poi in 5 partite contro le Phoenix Mercury nelle WNBA Finals.
Grazie al successo del 2009, le Fever annunciarono la permanenza a Indianapolis anche per il biennio 2010-2011. 
Nel 2012 le Fever arrivarono alle WNBA Finals sconfiggendo le Minnesota Lynx per 3 partite a 1 vincendo il loro primo titolo WNBA.

### Il proseguimento del periodo d'oro e la quasi vittoria del secondo titolo (2013-2016)
Dopo la vittoria del campionato WNBA 2012, il gruppo proprietario prese in considerazione la loro gestione, promuovendo il general manager Kelly Krauskopf a presidente della franchigia. Krauskopf ha ricevuto ulteriori incarichi all'interno della franchigia e un aumento di stipendio. Le Fever gareggiarono per un altro titolo nel 2015, raggiungendo le finali per la terza volta nella storia della franchigia, ma furono sconfitte dalle Minnesota Lynx in cinque partite. Nel 2016 le Fever raggiunsero i playoff per la dodicesima volta consecutiva (l'attuale record WNBA per il maggior numero di apparizioni consecutive ai playoff da parte di una squadra). Tuttavia, le Fever persero nella partita del primo turno eliminatorio contro le Phoenix Mercury dopo l'entrata in vigore del nuovo formato dei playoff della lega. Questa partita segnò anche l'ultima partita della carriera di Tamika Catchings, conosciuta come la giocatrice franchigia delle Fever dal 2002.

### L'era post Catchings (2017-)

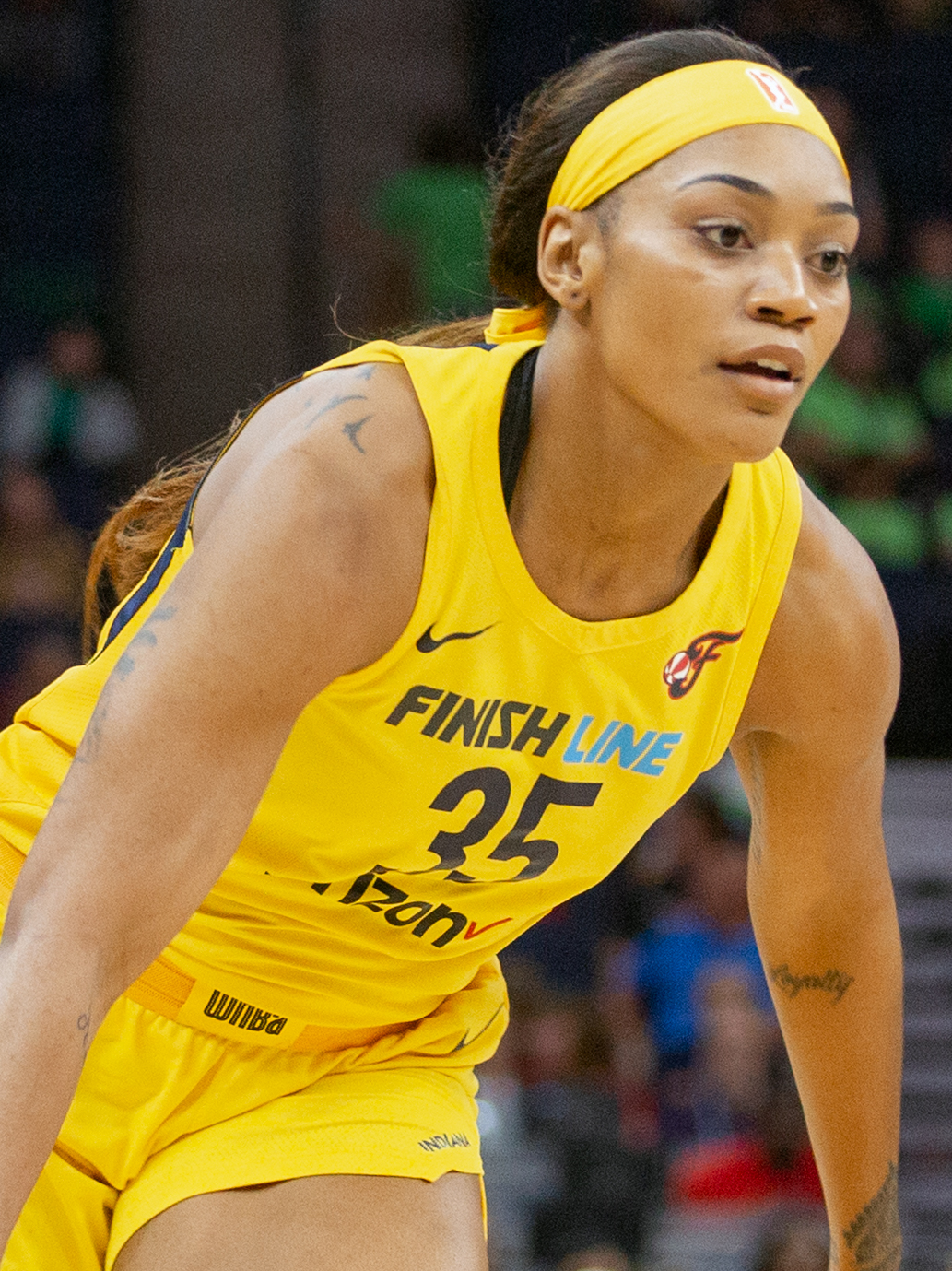
Victoria Vivians con le Fever

Il 18 novembre 2016 è stato annunciato che le Fever hanno assunto Pokey Chatman come nuovo head coach. Nel febbraio 2017, le Fever hanno scambiato la cinque volte All-Star Candice Dupree con la prima scelta del 2017 delle Mercury in un accordo a tre squadre che ha mandato Camille Little e Jillian Alleyne alle Mercury e le Connecticut Sun hanno ricevuto l'ottava scelta assoluta nel Draft WNBA 2017 insieme a Lynetta Kizer dalle Fever. 
Nonostante l'acquisizione di un'attaccante veterana all-star e di un nuovo head coach, le Fever hanno vissuto una delle stagioni più deludenti nella storia della franchigia. Il 12 agosto 2017, le Fever sono state sconfitte 111-52 dalle Minnesota Lynx, segnando il più grande margine di sconfitta nella storia della WNBA, in cui hanno concesso un record di punteggio della lega di 37-0 durante la partita. Le Fever hanno terminato con il secondo peggior record della lega di 9-25 nella loro prima stagione dopo il ritiro di Catchings, terminando la loro striscia di 12 stagioni consecutive di playoff.
Nel 2018 le delusioni sono continuate per le Fever, che hanno ricostruito la loro squadra. Si sono classificate all'ultimo posto, questa volta con un record di 6-28. Il 4 marzo 2019 i Pacers Sports & Entertainment hanno annunciato Allison Barber, laureata alla Tennessee Temple University e all'Indiana University, come nuovo presidente e direttore operativo delle Fever, mentre Catchings è stata nominata vicepresidente delle Fever Basketball Operations. Le Fever hanno ottenuto la terza scelta al draft WNBA 2019, selezionando Teaira McCowan da Mississippi State. La stagione 2019 ha visto alcuni miglioramenti, ma la squadra ha comunque chiuso 13-21, a due partite dall'ultimo posto nei playoff. Al termine della stagione, l'allenatore e general manager Pokey Chatman viene licenziato.
Il 27 novembre 2019 Marianne Stanley è stata presentata come capo allenatore delle Indiana Fever, diventando così la settima allenatrice nei 20 anni di storia della franchigia in WNBA. Inoltre, è stata annunciata anche la promozione di Catchings a general manager.
Alla fine della stagione 2019, le Fever hanno annunciato che avrebbero spostato le partite casalinghe alla Hinkle Fieldhouse della Butler University per le stagioni 2020 e 2021, più almeno una parte della stagione 2022, per consentire i lavori di ristrutturazione della Bankers Life Fieldhouse. La squadra ha in programma di tornare alla Gainbridge Fieldhouse al termine dei lavori.
Tuttavia, la stagione WNBA 2020 è stata giocata all'IMG Academy di Bradenton, in Florida, a causa della pandemia COVID-19. Per la stagione 2021, le Fever hanno giocato le prime quattro partite in casa alla Bankers Life Fieldhouse, prima di giocare le restanti partite in casa all'Indiana Farmers Coliseum.
Il 14 febbraio 2022 Tamika Catchings si dimette da vicepresidente delle operazioni di basket e da direttore generale delle Indiana Fever.
Il 24 febbraio 2022 l'ex allenatrice delle Fever Lin Dunn, che ha guidato la squadra alla conquista del titolo WNBA nel 2012, è stata presentata come direttrice generale ad interim della franchigia e consulente senior per le Basketball Operations delle Fever.

## Record stagione per stagione
| Disputa Playoff | Campione di Conference | Campione WNBA |

| Stagione      | V   | P   | %    | Playoff                                                                              | Risultato                                                            |
| ------------- | --- | --- | ---- | ------------------------------------------------------------------------------------ | -------------------------------------------------------------------- |
| Indiana Fever |     |     |      |                                                                                      |                                                                      |
| 2000          | 9   | 23  | 28,1 |                                                                                      |                                                                      |
| 2001          | 10  | 22  | 31,3 |                                                                                      |                                                                      |
| 2002          | 16  | 16  | 50,0 | Perde le semifinali di Conference                                                    | Indiana 2, New York 1                                                |
| 2003          | 16  | 18  | 47,1 |                                                                                      |                                                                      |
| 2004          | 15  | 19  | 44,1 |                                                                                      |                                                                      |
| 2005          | 21  | 13  | 61,8 | Vince le semifinali di Conference Perde le finali di Conference                      | Indiana 2, New York 0 Indiana 0, Connecticut 2                       |
| 2006          | 21  | 13  | 61,8 | Perde le semifinali di Conference                                                    | Indiana 0, Detroit 2                                                 |
| 2007          | 21  | 13  | 61,8 | Vince le semifinali di Conference Perde le finali di Conference                      | Indiana 2, Connecticut 1 Indiana 1, Detroit 2                        |
| 2008          | 17  | 17  | 50,0 | Perde le semifinali di Conference                                                    | Indiana 1, Detroit 2                                                 |
| 2009          | 22  | 12  | 64,7 | Vince le semifinali di Conference Vince le finali di Conference Perde le WNBA Finals | Indiana 2, Washington 0 Indiana 2, Detroit 1 Indiana 2, Phoenix 3    |
| 2010          | 21  | 13  | 61,8 | Perde le semifinali di Conference                                                    | Indiana 1, New York 2                                                |
| 2011          | 21  | 13  | 61,8 | Vince le semifinali di Conference Perde le finali di Conference                      | Indiana 2, New York 1 Indiana 1, Atlanta 2                           |
| 2012          | 22  | 12  | 64,7 | Vince le semifinali di Conference Vince le finali di Conference Vince le WNBA Finals | Indiana 2, Atlanta 1 Indiana 2, Connecticut 1 Indiana 3, Minnesota 1 |
| 2013          | 16  | 18  | 47,1 | Vince le semifinali di Conference Perde le finali di Conference                      | Indiana 2, Chicago 0 Indiana 0, Atlanta 2                            |
| 2014          | 16  | 18  | 47,1 | Vince le semifinali di Conference Perde le finali di Conference                      | Indiana 2, Washington 0 Indiana 1, Chicago 2                         |
| 2015          | 20  | 14  | 58,8 | Vince le semifinali di Conference Vince le finali di Conference Perde le WNBA Finals | Indiana 2, Chicago 1 Indiana 2, New York 1 Indiana 2, Minnesota 3    |
| 2016          | 17  | 17  | 50,0 | Perde il Primo Turno                                                                 | Indiana 0, Phoenix Mercury 1                                         |
| 2017          | 9   | 25  | 23,5 |                                                                                      |                                                                      |
| 2018          | 6   | 28  | 17,6 |                                                                                      |                                                                      |
| 2019          | 13  | 21  | 38,2 |                                                                                      |                                                                      |
| 2020          | 6   | 16  | 27,3 |                                                                                      |                                                                      |
| 2021          | 6   | 26  | 18,8 |                                                                                      |                                                                      |
| Totale        | 341 | 387 | 46,8 |                                                                                      |                                                                      |
| Play-off      | 35  | 33  | 51,5 | 3 Titoli di Conference 1 Titolo WNBA                                                 | 3 Titoli di Conference 1 Titolo WNBA                                 |

## Squadra attuale
| \| Pos. \| Num. \| Naz. \| Nome \| Altezza \| Peso \| Data nascita \| Provenienza \| \| ----- \| ---- \| ---- \| -------------------- \| ------- \| ------ \| ------------ \| ------------------ \| \| G \| 34 \| \| Berger, Grace \| 183 cm \| 73 kg \| 03-06-1999 \| [[Indiana]] \| \| AG/C \| 7 \| \| Boston, Aliyah \| 196 cm \| 100 kg \| 11-12-2001 \| [[South Carolina]] \| \| G \| 22 \| \| Clark, Caitlin \| 183 cm \| 70 kg \| 22-01-2002 \| [[Iowa]] \| \| C \| 14 \| \| Fagbenie, Temi \| 193 cm \| 82 kg \| 08-09-1992 \| [[USC]] \| \| G \| 10 \| \| Hull, Lexie \| 185 cm \| 70 kg \| 13-09-1999 \| Stanford \| \| G \| 0 \| \| Mitchell, Kelsey \| 180 cm \| 81 kg \| 12-11-1995 \| Ohio State \| \| AP \| 33 \| \| Samuelson, Katie Lou \| 191 cm \| 74 kg \| 13-06-1997 \| UConn \| \| AP \| 5 \| \| Saxton, Victoria \| 188 cm \| 82 kg \| 10-11-1999 \| South Carolina \| \| AP/AG \| 1 \| \| Smith, NaLyssa \| 193 cm \| 84 kg \| 20-07-1988 \| Baylor \| \| G \| 0 \| \| Taylor, Celeste \| 180 cm \| kg \| 20-06-2001 \| Ohio State \| \| G \| 3 \| \| Wallace, Kristy \| 180 cm \| 71 kg \| 03-01-1996 \| Baylor \| \| G \| 17 \| \| Wheeler, Erica \| 170 cm \| 65 kg \| 02-05-1991 \| Rutgers \| | Allenatore - Christie Sides Assistente/i - Karima Christmas-Kelly - Jessie Miller - Paul Miller Legenda - (C) Capitano - (FA) Free agent - (S) Sospeso - (TW) Contratto Two-way - Infortunato Roster · Ultima transazione: 14 maggio 2024 |                        |                      |         |        |              |                    |
| Pos. | Num. | Naz.                   | Nome                 | Altezza | Peso   | Data nascita | Provenienza        |
| G | 34 | Stati Uniti (bandiera) | Berger, Grace        | 183 cm  | 73 kg  | 03-06-1999   | [[Indiana]]        |
| AG/C | 7 | Stati Uniti (bandiera) | Boston, Aliyah       | 196 cm  | 100 kg | 11-12-2001   | [[South Carolina]] |
| G | 22 | Stati Uniti (bandiera) | Clark, Caitlin       | 183 cm  | 70 kg  | 22-01-2002   | [[Iowa]]           |
| C | 14 | Regno Unito (bandiera) | Fagbenie, Temi       | 193 cm  | 82 kg  | 08-09-1992   | [[USC]]            |
| G | 10 | Stati Uniti (bandiera) | Hull, Lexie          | 185 cm  | 70 kg  | 13-09-1999   | Stanford           |
| G | 0 | Stati Uniti (bandiera) | Mitchell, Kelsey     | 180 cm  | 81 kg  | 12-11-1995   | Ohio State         |
| AP | 33 | Stati Uniti (bandiera) | Samuelson, Katie Lou | 191 cm  | 74 kg  | 13-06-1997   | UConn              |
| AP | 5 | Stati Uniti (bandiera) | Saxton, Victoria     | 188 cm  | 82 kg  | 10-11-1999   | South Carolina     |
| AP/AG | 1 | Stati Uniti (bandiera) | Smith, NaLyssa       | 193 cm  | 84 kg  | 20-07-1988   | Baylor             |
| G | 0 | Stati Uniti (bandiera) | Taylor, Celeste      | 180 cm  | kg     | 20-06-2001   | Ohio State         |
| G | 3 | Australia (bandiera)   | Wallace, Kristy      | 180 cm  | 71 kg  | 03-01-1996   | Baylor             |
| G | 17 | Stati Uniti (bandiera) | Wheeler, Erica       | 170 cm  | 65 kg  | 02-05-1991   | Rutgers            |